# Acanthogonatus parana
Acanthogonatus parana là một loài nhện trong họ Nemesiidae.
Acanthogonatus parana được miêu tả năm 1995 bởi Goloboff.